# Mendoncia
- Commons
- Wikispecies

Mendoncia Vell. ex Vand., segundo o Sistema APG II, é um género botânico pertencente à família Acanthaceae, natural da África, Madagascar e região tropical da América.

## Sinonímia
- Afromendoncia Gilg ex Lindau
- Lirayea Pierre
- Monachochlamys Baker

## Espécies
- Mendoncia alba
- Mendoncia albida
- Mendoncia albiflora
- Mendoncia angustifolia
- Mendoncia antioquiensis
- Mendoncia aspera
- Mendoncia aurea
- Mendoncia bahiensis
- «Lista das espécies»

## Nome e referências
Mendoncia Vell. 1788.

## Classificação do gênero
| Sistema | Classificação                       | Referência            |
| ------- | ----------------------------------- | --------------------- |
| APG II  | Ordem Lamiales, família Acanthaceae | APweb, versão 9, 2008 |